# Studio Comet
Studio Comet Co., Ltd. (株式会社スタジオコメット Kabushiki Kaisha Sutajio Kometto?) es un estudio de animación japonés con sede en Toyotamanaka, Nerima, Tokio, Japón. Fue fundado el 21 de enero de 1986.

## Personal destacado
- Hiroshi Kanazawa (Director de animación, Diseñador de personajes)
- Kazuo harada (Productor de animación, Director de audio y de efectos de sonido)
- Shin Misawa (Animador　Kantoku)

## Trabajos

### Series de anime
| Año  | Título                                                                            | Director(es)                            | Fecha de primera transmisión | Fecha de última transmisión | Eps. | Nota(s) | Refs.         |
| ---- | --------------------------------------------------------------------------------- | --------------------------------------- | ---------------------------- | --------------------------- | ---- | --- | ------------- |
| 1985 | High School! Kimengumi                                                            | Hiroshi Fukutomi                        | 12 de octubre de 1985        | 26 de septiembre de 1987    | 86   | Adaptación del manga escrito e ilustrado por Motoei Shinzawa. Coproducción junto a Studio Gallop.                       |               |
| 1987 | Tsuideni Tonchinkan                                                               | Yūzō Yamada                             | 10 de octubre de 1987        | 1 de octubre de 1988        | 43   | Adaptación del manga escrito e ilustrado por Koichi Endo.                                                               |               |
| 1988 | Meimon! Daisan Yakyuubu                                                           | Hiroshi Fukutomi                        | 20 de octubre de 1988        | 29 de septiembre de 1989    | 40   | Historia original. |               |
| 1989 | Dragon Quest: Yuusha Abel Densetsu                                                | Katsuhisa Yamada Rintaro Takeyuki Kanda | 2 de diciembre de 1989       | 5 de abril de 1991          | 43   | Adaptación del videojuego desarrollado por Square Enix.                                                                 |               |
| 1991 | High School Mystery: Gakuen Nanafushigi                                           | Shin Misawa                             | 12 de abril de 1991          | 13 de marzo de 1992         | 41   | Historia original. |               |
| 1992 | Tsuyoshi Shikkari Shinasai                                                        | Shin Misawa                             | 4 de octubre de 1992         | 25 de diciembre de 1994     | 112  | Adaptación del manga escrito e ilustrado por Kiyoshi Nagamatsu.                                                         |               |
| 1994 | Captain Tsubasa J                                                                 | Hiroshi Fukutomi                        | 21 de octubre de 1994        | 22 de diciembre de 1995     | 47   | Secuela de Shin Captain Tsubasa.                                                                                        |               |
| 1996 | Mizuiro Jidai                                                                     | Hiroko Tokita                           | 4 de abril de 1996           | 27 de febrero de 1997       | 47   | Adaptación del manga escrito e ilustrado por Yuu Yabuuchi.                                                              |               |
| 1997 | Kero Kero Chime                                                                   | Yoshitaka Koyama                        | 6 de marzo de 1997           | 25 de septiembre de 1997    | 30   | Adaptación del manga escrito e ilustrado por Maguro Fujita.                                                             |               |
| 1998 | Initial D First Stage                                                             | Noboru Mitsusawa                        | 18 de abril de 1998          | 28 de noviembre de 1998     | 26   | Adaptación del manga escrito e ilustrado por Shuichi Shigeno. Coproducción junto a Studio Gallop.                       |               |
| 1998 | Hatsumei Boy Kanipan                                                              | Hiroshi Ishiodori                       | 3 de julio de 1998           | 29 de enero de 1999         | 31   | Historia original. |               |
| 1999 | Chou Hatsumei Boy Kanipan                                                         | Hiroshi Ishiodori                       | 5 de febrero de 1999         | 5 de junio de 1999          | 21   | Secuela de Hatsumei Boy Kanipan.                                                                                        |               |
| 1999 | Bikkuriman 2000                                                                   | Yusuke Yamamoto                         | 1 de noviembre de 1999       | 26 de febrero de 2001       | 68   | Secuela de Super Bikkuriman.                                                                                            |               |
| 2001 | Dr. Rin ni Kiitemite!                                                             | Shin Misawa                             | 5 de marzo de 2001           | 25 de febrero de 2002       | 51   | Adaptación del manga escrito e ilustrado por Kiyoko Arai.                                                               |               |
| 2001 | Hoshi no Kirby                                                                    | Sōji Yoshikawa                          | 6 de octubre de 2001         | 27 de septiembre de 2003    | 100  | Adaptación del videojuego desarrollado por Nintendo y HAL Laboratory. Coproducción junto a Studio Sign y Warpstar, Inc. |               |
| 2002 | Whistle!                                                                          | Hiroshi Fukutomi                        | 5 de mayo de 2002            | 3 de febrero de 2003        | 39   | Adaptación del manga escrito e ilustrado por Daisuke Higuchi.                                                           |               |
| 2004 | The Marshmallow Times                                                             | Hiroshi Fukutomi Seung Ii Lee           | 4 de abril de 2004           | 27 de marzo de 2005         | 52   | Adaptación del manga escrito e ilustrado por Lun Lun Yamamoto.                                                          |               |
| 2004 | Mutsu Enmei Ryuu Gaiden: Shura no Toki                                            | Shin Misawa                             | 6 de abril de 2004           | 28 de septiembre de 2004    | 26   | Adaptación del manga escrito e ilustrado por Masatoshi Kawahara.                                                        |               |
| 2004 | School Rumble                                                                     | Shinji Takamatsu                        | 10 de octubre del 2004       | 5 de abril de 2005          | 26   | Adaptación del manga escrito e ilustrado por Jin Kobayashi.                                                             |               |
| 2005 | Peach Girl                                                                        | Hiroshi Ishiodori                       | 8 de enero de 2005           | 25 de junio de 2005         | 25   | Adaptación del manga escrito e ilustrado por Miwa Ueda.                                                                 |               |
| 2005 | Onegai My Melody                                                                  | Makoto Moriwaki                         | 3 de abril de 2005           | 26 de marzo de 2006         | 52   | Historia original. |               |
| 2005 | Suzuka                                                                            | Hiroshi Fukutomi                        | 6 de julio de 2005           | 28 de diciembre de 2005     | 26   | Adaptación del manga escrito e ilustrado por Kōji Seo.                                                                  |               |
| 2005 | Capeta                                                                            | Shin Misawa                             | 4 de octubre de 2005         | 26 de septiembre de 2006    | 52   | Adaptación del manga escrito e ilustrado por Masahito Soda.                                                             |               |
| 2006 | Yokai Ningen Bem                                                                  | Hiroshi Harada                          | 1 de abril de 2006           | 7 de octubre de 2006        | 26   | Historia original. | [ 2 ]         |
| 2006 | Wan Wan Celepoo Soreyuke! Tetsunoshin                                             | Kiyoshi Fukumoto                        | 7 de enero de 2006           | 30 de diciembre de 2006     | 51   | Historia original. |               |
| 2006 | Onegai My Melody: Kuru Kuru Shuffle!                                              | Makoto Moriwaki                         | 2 de abril de 2006           | 23 de marzo de 2007         | 52   | Secuela de Onegai My Melody.                                                                                            | [ 2 ]         |
| 2006 | School Rumble Ni Gakki                                                            | Takaomi Kanesaki                        | 2 de abril de 2006           | 24 de septiembre de 2006    | 26   | Secuela de School Rumble.                                                                                               |               |
| 2006 | Mamotte! Lollipop                                                                 | Noriyoshi Nakamura                      | 6 de julio de 2006           | 24 de septiembre de 2006    | 13   | Adaptación del manga escrito e ilustrado por Michiyo Kikuta.                                                            |               |
| 2006 | Jinzou Konchuu Kabutoborg VxV                                                     | Hiroshi Ishiodori                       | 5 de octubre de 2006         | 11 de octubre de 2007       | 52   | Adaptación del videojuego.                                                                                              |               |
| 2007 | Saint October                                                                     | MasafumiSatou                           | 4 de enero de 2007           | 28 de junio de 2007         | 26   | Historia original. |               |
| 2007 | Onegai My Melody Sukkiri♪                                                         | Makoto Moriwaki                         | 1 de abril de 2007           | 24 de marzo de 2008         | 52   | Secuela de Onegai My Melody: Kuru Kuru Shuffle!.                                                                        |               |
| 2008 | Onegai♪My Melody Kirara★                                                          | Makoto Moriwaki                         | 6 de abril de 2008           | 29 de marzo de 2009         | 52   | Secuela de Onegai My Melody Sukkiri♪.                                                                                   |               |
| 2009 | Jewelpet                                                                          | Nanako Sasaki                           | 5 de abril del 2009          | 28 de marzo del 2010        | 52   | Historia original. |               |
| 2009 | Sora no Manimani                                                                  | Shinji Takamatsu                        | 7 de julio de 2009           | 22 de septiembre de 2009    | 12   | Adaptación del manga escrito e ilustrado por Mami Kashiwabara.                                                          |               |
| 2009 | Fuyu no Sonata                                                                    | Daisuke Nakayama                        | 17 de octubre de 2009        | 1 de mayo de 2010           | 26   | Historia original. Coproducción junto a KeyEast y REALTHING.                                                            |               |
| 2010 | Jewelpet Twinkle☆                                                                 | Takashi Yamamoto                        | 3 de abril de 2010           | 2 de abril de 2011          | 52   | Secuela de Jewelpet. |               |
| 2011 | Jewelpet Sunshine                                                                 | Takayuki Inagaki                        | 9 de abril de 2011           | 31 de marzo de 2012         | 52   | Historia original. |               |
| 2012 | Jewelpet Kira☆Deco!                                                               | Makoto Moriwaki                         | 7 de abril de 2012           | 30 de marzo de 2013         | 52   | Secuela de Jewelpet Sunshine.                                                                                           |               |
| 2013 | Jewelpet Happiness                                                                | Makoto Moriwaki                         | 6 de abril de 2013           | 29 de marzo de 2014         | 52   | Secuela de Jewelpet Kira☆Deco!.                                                                                         |               |
| 2014 | Lady Jewelpet                                                                     | Itsuro Kawasaki                         | 5 de abril de 2014           | 28 de marzo de 2015         | 52   | Historia original. Coproducción junto a Zexcs.                                                                          | [ 3 ]         |
| 2016 | Binan Koukou Chikyuu Boueibu LOVE! LOVE!                                          | Shinji Takamatsu                        | 8 de julio de 2016           | 23 de septiembre de 2016    | 12   | Secuela de Binan Koukou Chikyuu Boueibu LOVE!.                                                                          |               |
| 2016 | Pittanko! Nekozakana                                                              | Kazumi Nonaka                           | 2 de octubre de 2016         | 17 de septiembre de 2017    | 50   | Historia original. Coproducción junto a TMS Entertainment.                                                              |               |
| 2018 | Binan Koukou Chikyuu Boueibu Happy Kiss!                                          | Shinji Takamatsu                        | 8 de abril de 2018           | 1 de julio de 2018          | 12   | Secuela de Binan Koukou Chikyuu Boueibu LOVE! LOVE!.                                                                    |               |
| 2019 | RobiHachi                                                                         | Shinji Takamatsu                        | 8 de abril de 2019           | 24 de junio de 2019         | 12   | Historia original. | [ 4 ]         |
| 2021 | Fairy Ranmaru: Anata no Kokoro Otasuke Shimasu                                    | Kōsuke Kobayashi Masakazu Hishida       | 8 de abril de 2021           | 24 de junio de 2021         | 12   | Historia original. |               |
| 2023 | Eiyū-Ō, Bu o Kiwameru Tame Tensei-Su: Soshikite, no Minarai Kishi                 | Naoyuki Kuzuya                          | 10 de enero de 2023          | 28 de marzo de 2023         | 12   | Adaptación de las novelas ligeras escritas por Hayaken e ilustradas por Nagu.                                           | [ 5 ]         |
| 2024 | Henjin no Salad Bowl                                                              | Masafumi Satō                           | 5 de abril de 2024           | 21 de junio de 2024         | 12   | Adaptación de las novelas ligeras escritas por Yomi Hirasaka e ilustradas por Kantoku. Coproducción junto a SynergySP.  | [ 6 ] [ 7 ]   |
| 2025 | Izure Saikyō no Renkinjutsu-shi?                                                  | Naoyuki Kuzuya                          | 8 de enero de 2025           | 19 de marzo de 2025         | 12   | Adaptación de las novelas ligeras escritas por Kogitsunemaru e ilustradas por Hitogome.                                 | [ 8 ] [ 9 ]   |
| 2025 | Shiro Buta Kizoku desu ga Zense no Kioku ga Haeta node Hiyoko na Otōto Sodatemasu | Masafumi Satō                           | 6 de julio de 2025           | —                           | —    | Adaptación de las novelas ligeras escritas por Yashiro e ilustradas por keepout.                                        | [ 10 ] [ 11 ] |

### Películas
| Año  | Título                                  | Director(es)     | Duración | Nota(s)                                                       | Refs.  |
| ---- | --------------------------------------- | ---------------- | -------- | ------------------------------------------------------------- | ------ |
| 1986 | High School! Kimengumi (Movie)          | Makoto Moriwaki  | 110m     | Adaptación del manga escrito e ilustrado por Motoei Shinzawa. |        |
| 2012 | Onegai My Melody Yū & Ai                | Makoto Moriwaki  | 72m      | Historia original.                                            | [ 12 ] |
| 2012 | Jewelpet Movie: Sweets Dance Princess   | Hiroaki Sakurai  | 65m      | Historia original.                                            |        |
| 2017 | Charanpo Land no Bouken                 | Shin Misawa      | 24m      | Historia original.                                            |        |
| 2025 | Binan Kōkō Chikyū Bōei-bu Eternal Love! | Shinji Takamatsu | 81m      | Historia original.                                            | [ 13 ] |

### ONAs
| Año  | Título                     | Director(es)  | Fecha de primera transmisión | Fecha de última transmisión | Eps. | Nota(s)                                                        | Refs.  |
| ---- | -------------------------- | ------------- | ---------------------------- | --------------------------- | ---- | -------------------------------------------------------------- | ------ |
| 2025 | Ugoku! Neko Mukashibanashi | Kazumi Nonaka | 15 de octubre de 2025        | —                           | —    | Adaptación del manga escrito e ilustrado por Mami Kashiwabara. | [ 14 ] |

### OVAs
| Año  | Título                                     | Director(es)     | Fecha de primera transmisión | Fecha de última transmisión | Eps. | Nota(s)                                                                                       | Refs. |
| ---- | ------------------------------------------ | ---------------- | ---------------------------- | --------------------------- | ---- | --------------------------------------------------------------------------------------------- | ----- |
| 1997 | Baby☆Love                                  | Susumu Kudo      | 1 de noviembre de 1997       | 1 de noviembre de 1997      | 1    | Adaptación del manga escrito e ilustrado por Ayumi Shiina.                                    |       |
| 2005 | School Rumble: Ichi Gakki Hoshuu           | Shinji Takamatsu | 22 de diciembre de 2005      | 22 de diciembre de 2005     | 2    | Adaptación del manga escrito e ilustrado por Jin Kobayashi.                                   |       |
| 2008 | School Rumble San Gakki                    | Shinji Takamatsu | 17 de julio de 2008          | 17 de septiembre de 2008    | 2    | Adaptación del manga escrito e ilustrado por Jin Kobayashi.                                   |       |
| 2011 | Baby Princess 3D Paradise 0 [Love]         | Takayuki Inagaki | 20 de julio de 2011          | 20 de julio de 2011         | 1    | Adaptación de las novelas ligeras escritas por Sakurako Kimino e ilustradas por Natsuki Mibu. |       |
| 2017 | Binan Kōkō Chikyū Bōeibu LOVE! LOVE! LOVE! | Shinji Takamatsu | 26 de agosto de 2017         | 26 de agosto de 2017        | 1    | Historia original.                                                                            |       |